# Hans Domnick
Hans Josef Ferdinand Wolfgang Domnick (* 31. Mai 1909 in Greifswald; † 6. Februar 1985 in San Diego, Kalifornien) war ein deutscher Filmproduzent und Dokumentarfilmer.

## Leben
Hans Domnick, promovierter Jurist, arbeitete ab 1937 zunächst als Filmeditor in mehreren Abteilungen der UFA. 1946 wurde er Atelierleiter bei der neugegründeten Filmaufbau GmbH Göttingen. 1949 machte er sich mit seiner Hans-Domnick-Filmproduktion G.m.b.H. als Produzent selbständig. Große Erfolge feierte er in den 1950er Jahren mit den Curt-Goetz-Verfilmungen Das Haus in Montevideo, Frauenarzt Dr. Prätorius und Hokuspokus. Diese Werke verfilmte er in den 1960er Jahren noch einmal neu, diesmal in Farbe, Cinemascope und mit Heinz Rühmann in den Hauptrollen.
1958 reiste er in Begleitung seiner Ehefrau Margrit (1911–2003) und mit verschiedenen ausgewählten Autos und Cinemascope-Kameras ausgerüstet die Panamericana von Alaska bis Feuerland hinunter. Heraus kam der zweiteilige Dokumentarfilm Panamericana – Traumstraße der Welt, der 1958 den Silbernen Bären erhielt. 1968 brachte er diesen Meilenstein des Dokumentarfilms in einer neu zusammengeschnittenen Fassung noch einmal heraus.
Sein Bruder, der Experimentalfilmer Ottomar Domnick (Jonas 1957), hatte ebenfalls eine Produktionsfirma.

## Filmografie
- 1941: Illusion
- 1942: Violanta
- 1942: Fünftausend Mark Belohnung
- 1944: Warum lügst Du, Elisabeth?
- 1949: Amico
- 1950: Frauenarzt Dr. Prätorius
- 1951: Unsterbliche Geliebte
- 1951: Das Haus in Montevideo
- 1953: Hokuspokus
- 1954: Der goldene Garten (Dokumentarfilm)
- 1956: Meine 16 Söhne
- 1963: Das Haus in Montevideo
- 1965: Dr. med. Hiob Prätorius
- 1966: Hokuspokus oder: Wie lasse ich meinen Mann verschwinden...? Produktion
- 1958, 1962, 1968: Panamericana – Traumstraße der Welt Silberner Bär